# فرودگاه پاین هاوس لیک
فرودگاه پاین هاوس لیک (به انگلیسی: Pinehouse Lake Airport) یک فرودگاه همگانی با کد یاتا ZPO است که یک باند فرود شن دارد و طول باند آن ۹۱۴ متر است. این فرودگاه در کشور کانادا قرار دارد و در ارتفاع ۳۹۰ متری از سطح دریا واقع شده است.